# Peter Kušnirák
Peter Kušnirák, slovaški astronom, * 22. maj 1974, Piešťany, Slovaška.

## Delo
Kušnirák je odkril 286 asteroidov in manjših planetov (npr. 21656 Knuth in 20256 Adolfneckař, tedaj oba v ozvezdju Vodnarja). Deluje na Češkem.